# Kazimierz Kuczman
Kazimierz Kuczman (ur. 9 lutego 1947 w Rzeczycy Okrągłej, zm. 28 stycznia 2021 w Krakowie) – polski historyk sztuki.

## Życiorys
Syn Józefa Kuczmana (1911–1993) i Marii Kusińskiej. Liceum Ogólnokształcące skończył w 1965 w Stalowej Woli. W latach 1965–1970 studiował historię sztuki na Uniwersytecie Jagiellońskim.
W latach 1970–2012 pracownik Zamku Królewskiego na Wawelu, od 1991 r. jako kierownik działu malarstwa, grafiki i rzeźby. Współautor stałych ekspozycji w Zamku Wawelskim i zamku w Pieskowej Skale, w tym Studiola Lanckorońskich, autor i współautor kilku wystaw czasowych, również zagranicznych (USA, Land of the Winged Horsemen). W latach 1991–1996 współredaktor naukowy rocznika Studia Waweliana. W latach 1992–1998 członek Rady Muzealnej Zamku Królewskiego na Wawelu, 1998–2002 Muzeum Okręgowego w Rzeszowie, a od 2004 Muzeum Regionalnego w Stalowej Woli.
W 1984 r. uzyskał stopień doktora na Wydziale Fil.-Hist. UJ, gdzie pod kierunkiem prof. Jerzego Szablowskiego napisał pracę pt. Refleksy sztuki włoskiej w polskim malarstwie sztalugowym XVI wieku. W 2006 r. uzyskał stopień doktora habilitowanego na UJ w oparciu o dorobek naukowy i książkę Renesansowe Głowy wawelskie, za którą otrzymał Nagrodę Krakowska Książka Miesiąca. W latach 2007–2010 kierownik katedry Kultury i Sztuki Krakowa i Małopolski w Instytucie Kulturoznawstwa Akademii Ignatianum w Krakowie; od 2009 r. pracownik naukowo-dydaktyczny w Instytucie Historii Sztuki i Kultury Uniwersytetu Papieskiego Jana Pawła II, od 2012 r. profesor nadzwyczajny, w latach 2012–2016 dyrektor Instytutu. Od 1971 r. członek Stowarzyszenia Historyków Sztuki (w latach 1985-1989 prezes Oddziału Krakowskiego). Od 1995 r. członek, do 2019 r. sekretarz Komisji Historii Sztuki PAU.
Jako stypendysta kilku fundacji, głównie Lanckorońskich, prowadził badania naukowe w Rzymie, Wiedniu i Londynie. Uczestniczył w inwentaryzacji polskich zabytków sakralnych na Ukrainie.
Jest autorem ponad stu pięćdziesięciu publikacji naukowych i popularnonaukowych, redaktorem i współredaktorem kilkunastu książek. Główne zainteresowania naukowe: malarstwo polskie XVI–XVIII wieku, malarstwo włoskie epoki renesansu.
Pochowany na cmentarzu parafialnym w Woli Rzeczyckiej.

## Odznaczenia
- Krzyż Kawalerski Orderu Odrodzenia Polski (2005)[1]

## Publikacje
- Wzgórze wawelskie. Przewodnik, Kraków 1978; dodruk 1980, wyd. II 1988, wyd. III 1999, wyd. IV 2019; wersja ang. 1980, wyd. II 1990; wersja franc. 1980
- Kraków. Przewodnik ilustrowany [kilka wersji językowych], Kraków 1994, wyd. II 1995, wyd. III 1996 i dalsze wznowienia
- Wawel. Przewodnik, Kraków 1999
- Renesansowe Głowy wawelskie, Kraków 2004 (Biblioteka Wawelska XI)
- Wspólnie z A. Janczyk i J. Winiewicz-Wolską, w tym wstęp: 100 najpiękniejszych obrazów w kolekcji Zamku Królewskiego na Wawelu, Kraków 2004
- Wspólnie z M. Skubiszewską: Obrazy z kolekcji Lanckorońskich z wieków XIV-XVI w zbiorach Zamku Królewskiego na Wawelu, Kraków 2008
- Wspólnie z ks. W. Gajem-Piotrowskim, M. Stańkowskim, K. Jańczykiem i A. Nieznalskim: Nadsańska Jasna Górka, Sandomierz 2008
- Wspólnie z Jerzym T. Petrusem: Wawel, Olszanica 2010
- Współudział w: Materiały do dziejów sztuki sakralnej na ziemiach wschodnich dawnej Rzeczypospolitej, t. 1–13. Kościoły i klasztory rzymskokatolickie dawnego województwa ruskiego, red. nauk. Jan K. Ostrowski, wyd. Międzynarodowe Centrum Kultury w Krakowie, Kraków 1993-1999